# تسل (فالتس علیا)
تسل (به آلمانی: Zell) یک شهر در آلمان است که در Cham واقع شده‌است.